# Вельслебен
Вельслебен (нем. Welsleben) — посёлок в Германии, в земле Саксония-Анхальт.

## История
С 29 декабря 2007 года расположен в Бёрделанд.

## География
Входит в состав района Шёнебек. Подчиняется управлению Зюдёстлихес Бёрделанд. Население 1851 чел. Занимает площадь 21,70 км².